# 幸谷 (松戸市)
幸谷（こうや）は、千葉県松戸市にある地名。郵便番号は270-0017。

## 地理
松戸市の北部に位置する。域内西端にJR常磐緩行線、武蔵野線の新松戸駅があり、
西側は新松戸地区と、北は小金地区、東と南は二ツ木と隣接する。

## 歴史

### 沿革[4]
明治22年(1889年)
4月の町村制施行により、馬橋村が誕生
昭和18年(1943年)
松戸町・高木村・馬橋村が合併し、松戸市となる。
昭和48年(1973年)
武蔵野線(新松戸～府中本町間)開通。新松戸駅開設
昭和58年(1983年)
松戸市立幸谷小学校が開校
平成21年(2009年)
3.3.7号線横須賀紙敷線（幸谷区間）に関する「新設市道建設の覚書」を地権者と調印
平成24年(2012年)
都市計画道路3・3・7号横須賀紙敷線（幸谷～二ツ木区間）が開通

## 世帯数と人口
2023年（令和5年）4月30日現在の世帯数と人口は以下の通りである。地区内には花島姓が多い。
| 丁目 | 世帯数    | 人口    |
| ---- | --------- | ------- |
| 幸谷 | 1,630世帯 | 3,451人 |

## 小・中学校の学区
市立小・中学校に通う場合、学区は以下の通りとなる。（詳しい番地については小中学校通学区域を参照のこと）
| 大字 | 番地                                            | 小学校               | 中学校                 |
| ---- | ----------------------------------------------- | -------------------- | ---------------------- |
| 幸谷 | 1～25番地                                       | 松戸市立小金小学校   | 松戸市立小金南中学校   |
| 幸谷 | 431～433番地 444～446番地 483番地、485～490番地 | 松戸市立馬橋北小学校 | 松戸市立新松戸南中学校 |
| 幸谷 | 一部                                            | 松戸市立横須賀小学校 | 松戸市立小金南中学校   |
| 幸谷 | 一部                                            | 松戸市立幸谷小学校   | 松戸市立小金南中学校   |

## 交通

### 鉄道
- JR常磐緩行線、武蔵野線新松戸駅

駅名は「新松戸」だが、所在地は松戸市新松戸ではなく、松戸市幸谷である。
また、流鉄流山線の幸谷駅が隣接しているが、こちらの所在地は松戸市新松戸となっている。

### 道路
都市計画道路3・3・7号横須賀紙敷線（幸谷～二ツ木区間）

## 施設等

### 教育
- 松戸市立幸谷小学校

### コンビニ
ファミリーマート松戸幸谷店

### 名所
- 関さんの森

### 寺社仏閣
- 福昌寺（幸谷観音）
- 幸谷赤城神社